# Ben Sheaf
Pour les articles homonymes, voir Sheaf.
Benjamin David Sheaf, né le 5 février 1998 à Dartford, est un footballeur anglais qui évolue au poste de milieu de terrain avec le club de Coventry City.

## Biographie

### En club

#### Arsenal
Le 19 octobre 2017, il fait ses débuts pour Arsenal, lors d'un match de la Coupe de l'UEFA contre Étoile rouge de Belgrade.
Le 26 janvier 2018, il est prêté à Stevenage.
Le 12 juillet 2019, il est prêté à Doncaster Rovers.

#### Coventry City
Le 4 septembre 2020, il rejoint Coventry City en prêt.
En juin 2021, le club Coventrien lève d'option d'achat pour son transfert définitif.